# Dicoria
Dicoria es un género de plantas con flores perteneciente a la familia Asteraceae. Comprende 9 especies descritas y de estas, solo 3 aceptadas.

## Taxonomía
El género fue descrito por Torr & A.Gray y publicado en Report on the United States and Mexican Boundary . . . Botany 2(1): 86–87, pl. 30. 1859. La especie tipo es Dicoria canescens A.Gray

## Especies aceptadas
A continuación se brinda un listado de las especies del género Dicoria aceptadas hasta julio de 2012, ordenadas alfabéticamente. Para cada una se indica el nombre binomial seguido del autor, abreviado según las convenciones y usos.
- Dicoria argentea Strother
- Dicoria calliptera Rose & Standl.
- Dicoria canescens A.Gray